# كورت كلوز
كورت كلوز هو مغني بلجيكي، ولد في 23 أكتوبر 1975 في Waremme ‏ في بلجيكا.

## وصلات خارجية
- كورت كلوز على موقع IMDb (الإنجليزية)
- كورت كلوز على موقع ميوزك برينز (الإنجليزية)
- كورت كلوز على موقع ديسكوغز (الإنجليزية)